# Eugonatonotus crassus
Eugonatonotus crassus är en kräftdjursart som först beskrevs av Alphonse Milne-Edwards 1881.  Eugonatonotus crassus ingår i släktet Eugonatonotus och familjen Eugonatonotidae. Inga underarter finns listade i Catalogue of Life.